# Vitrolles-en-Luberon
Vitrolles-en-Luberon – miejscowość i gmina we Francji, w regionie Prowansja-Alpy-Lazurowe Wybrzeże, w departamencie Vaucluse.
Według danych na rok 1990 gminę zamieszkiwało 158 osób, a gęstość zaludnienia wynosiła 9,8 osób/km² (wśród 963 gmin regionu Prowansja-Alpy-W. Lazurowe Vitrolles plasuje się na 661. miejscu pod względem liczby ludności, natomiast pod względem powierzchni na miejscu 555.).

## Populacja

Populacja Vitrolles-en-Luberon w latach 1962-2008